# Джоханна Омоло
Джоханна Очиєнг Омоло (англ. Johanna Ochieng Omolo, нар. 31 липня 1989, Найробі) — кенійський футболіст, півзахисник бельгійського клубу «Серкль», а також національної збірної Кенії.

## Клубна кар'єра
У футболі дебютував 2006 року виступами за команду «Коаст Старс», в якій провів один сезон.
Згодом з 2007 по 2014 рік грав у складі команд з Бенілюксу «Візе», «Фола», «Беєрсхот» та «Ломмел».
Своєю грою за останню команду привернув увагу представників тренерського штабу бельгійського клубу «Антверпен», до складу якого приєднався 2014 року. Відіграв за команду з Антверпена наступні три сезони своєї ігрової кар'єри. Більшість часу, проведеного у складі «Антверпена», був основним гравцем команди.
До складу клубу «Серкль» приєднався 2017 року. Станом на 25 грудня 2019 року відіграв за команду з Брюгге 54 матчі в національному чемпіонаті, забивши 4 голи.

## Виступи за збірну
2011 року дебютував в офіційних матчах у складі національної збірної Кенії.
У складі збірної був учасником Кубка африканських націй 2019 року в Єгипті, де зіграв у всіх трьох поєдинках своєї команди, проти Алжиру (0-2), Танзанії (3-2) і Сенегалу (0-3).